# 蟹田站
蟹田站（日语：／ Kanita eki */?）是由東日本旅客鐵道（JR東日本）所管理的鐵路車站，位於日本青森縣東津輕郡外濱町，為津輕線上最重要的中途站，在此站分割為南北兩個運轉系統。本站現時除了每日1來回普通班次、以及假日才增設的臨時觀光列車外，其餘時間均沒有任何班次會行駛全線，北段與南段的區間車均全以本站為終點站，乘客往往都要轉車才能繼續行程。

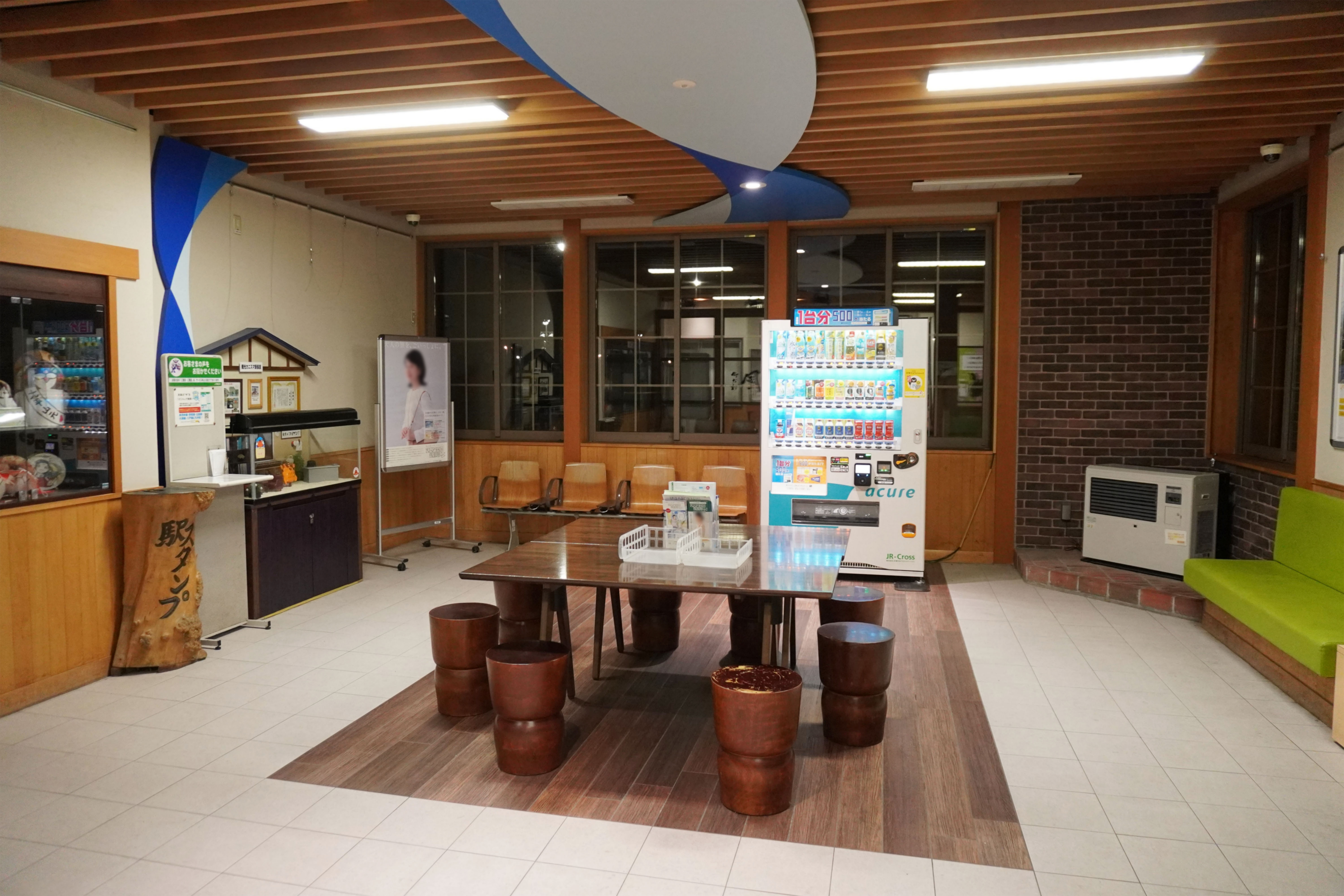
車站內部（2023年10月）

## 背景
本站於1951年開業時屬津輕線的一部份，津輕海峽線建成後成為兩線間的轉換站。往來函館的白鳥號列車皆於本站停車。在系統上，津輕海峽線的起點設定於中小國，但因所有津輕海峽線的列車均不停靠該站，功能上蟹田站便擔當了轉換角色，亦成為了JR東日本及JR北海道車務員交接的車站。
因2002年起津輕海峽線上的快速列車「海峽」取消，只留下特急列車運行，因此JR設立特殊營運規則，由本站至木古內一段，乘客可以不需繳付「特急列車附加費」，便能乘坐白鳥號列車的自由席。
2016年起隨北海道新幹線的開業，白鳥號列車也被廢止，現時車站只提供普通列車服務，由於班次大幅減少，兩公司車務員的交接工作亦大幅減少，因此自當年時間表改正起縮短了站員駐守時間，晨早、晚間時段變為無人車站。
在2019年6月1日降為業務委託站之前，本站是除了津輕線兩邊總站外唯一的直營站，並管理著沿線上中澤至津輕二股共七個無人車站。改為業務委託站後，原本管理的七座無人站及蟹田站本身改由青森車站管理。

## 車站構造

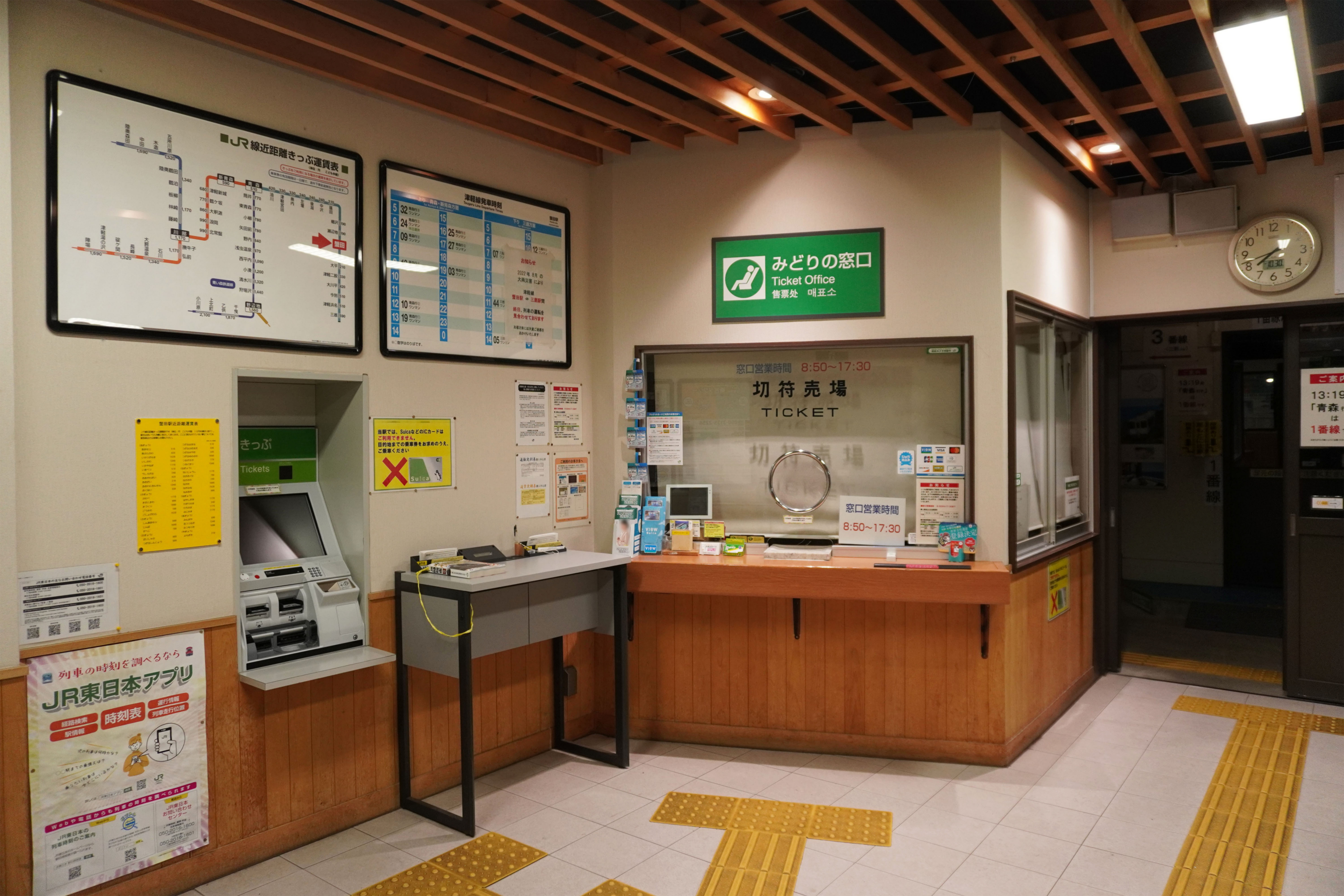
驗票口（2022年10月）

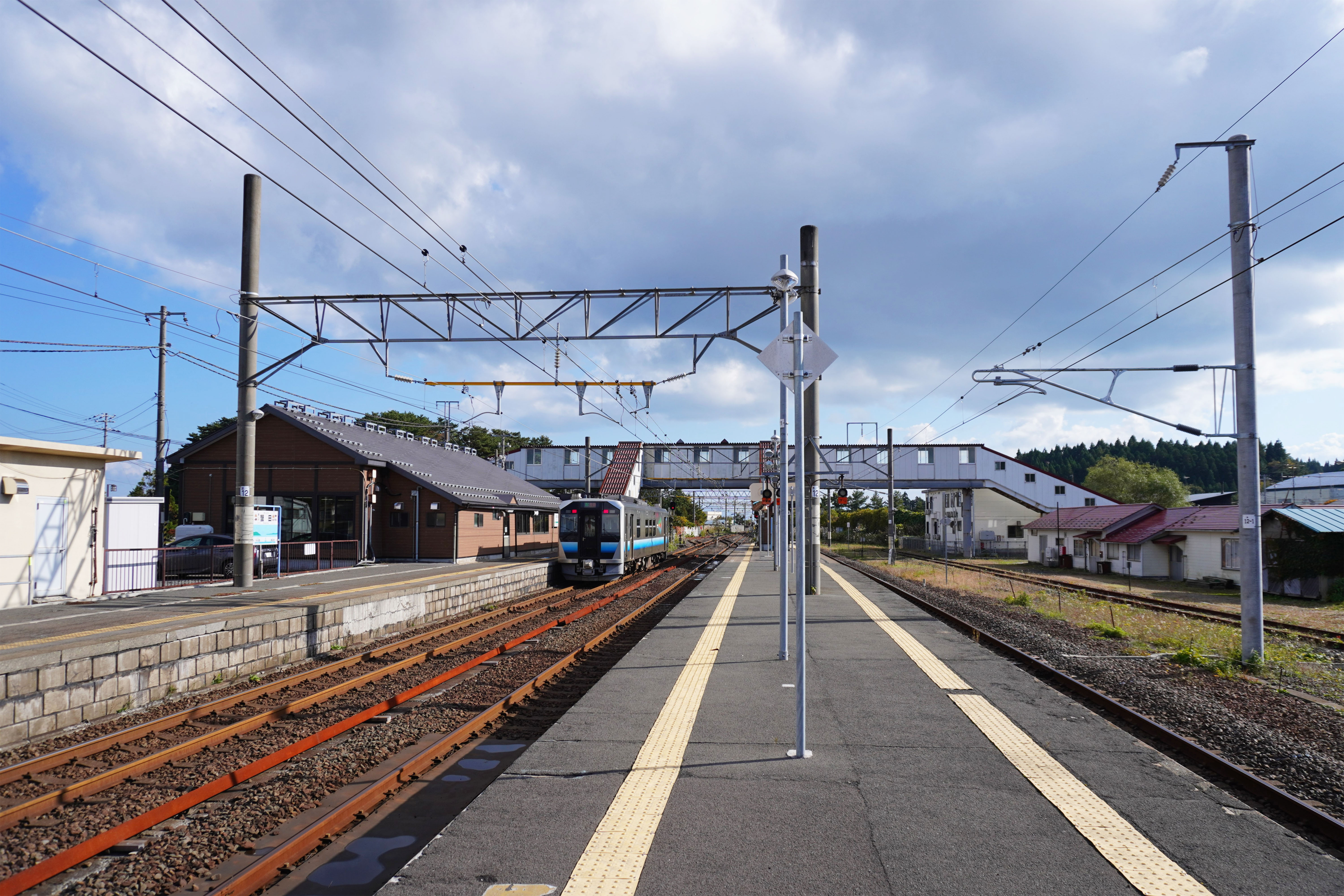
月台（2023年10月）

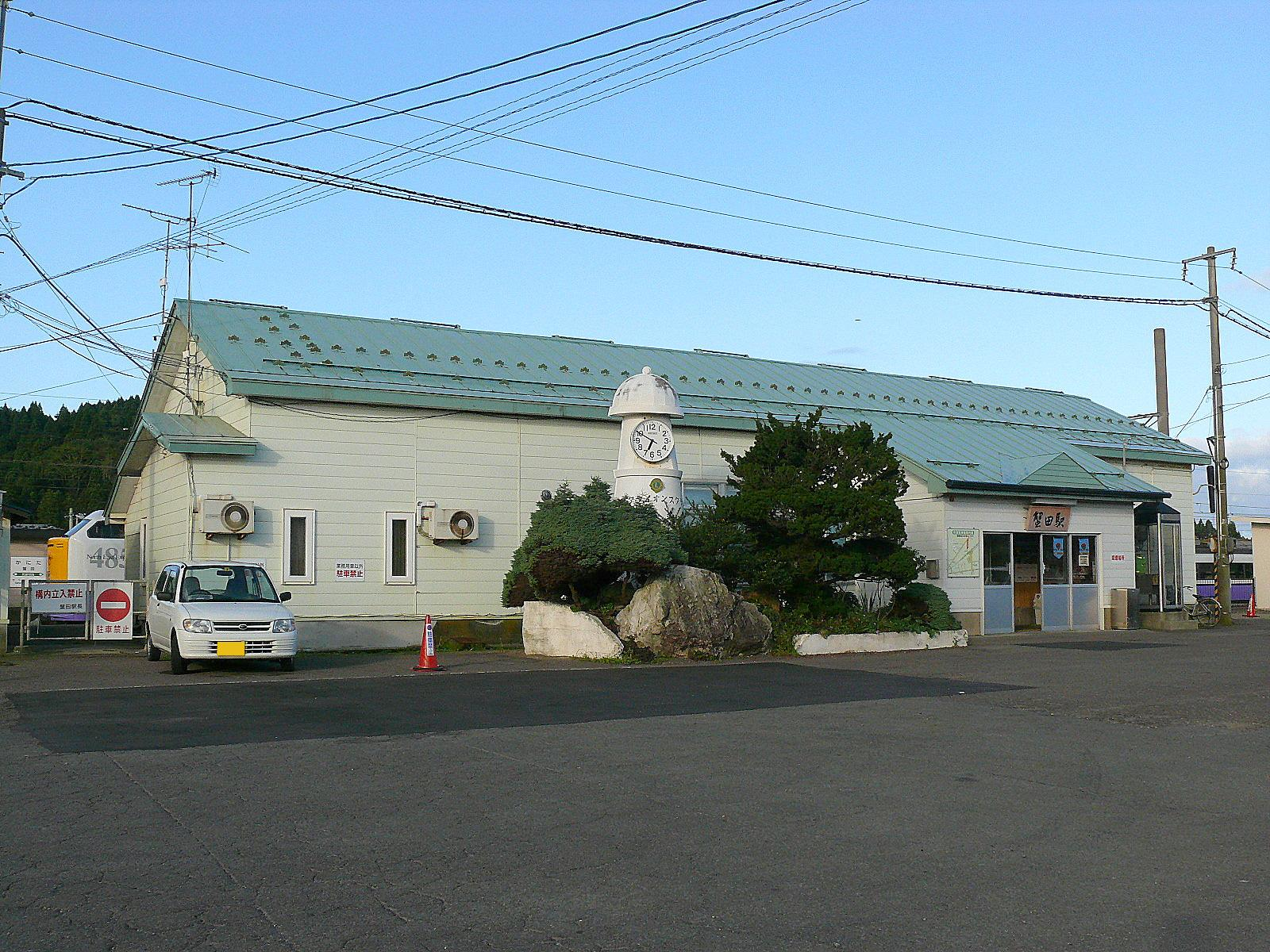
翻新前的站房（2009年）

站房為木製單層建築物，於2010年進行翻新，站房前的白色鐘塔為當地的獅子會所捐建。站舍內設有站長室、售票大堂、附設綠窗口的售票櫃位、自動售票機及洗手間等基本設施。站內曾設有便利商店，但已於2007年時撒去。改為業務委託站之後，售票等業務由JR東日本的子公司JR東日本東北綜合服務（JR東日本東北総合サービス）派員駐站辦理。
為促進當地觀光事業，本站於2012年5月12日加設由毛蟹擔任的「觀光站長」，一年後，改由一隻為名「津輕蟹夫」的道具蟹接任，而原來的毛蟹則送回陸奧灣放生。
設有側式月台及島式月台各1個，共提供2面3線的配置，有效長度為8輛。月台間以行人天橋連接。側式月台為1號，為上行往青森的主要月台，而由三廐站直通至青森的普通列車及臨時快速列車「Resort翌檜龍飛」亦是使用本月台。島式月台分別為2號及3號，2號月台為開往青森的區間車停靠月台；至於3號月台則全為供下行方向列車使用，由於配合海峽線列車，月台均在向中小國方向進行了加建，其中島式月台面部份的末端更是非常狹窄。
另外，在島式月台上，豎立了一塊觀光車站看板，一邊刻有由太宰治所寫的小說《津輕》當中提及蟹田的內容；另一邊則標示蟹田站所座落的位置。

### 月台配置
| 月台 | 路線    | 方向 | 目的地   | 備註         |
| ---- | ------- | ---- | -------- | ------------ |
| 1    | ■津輕線 | 上行 | 青森方向 | （三廄始發） |
| 2    | ■津輕線 | 上行 | 青森方向 | （此站始發） |
| 3    | ■津輕線 | 下行 | 三廄方向 |              |

## 利用狀況
| 年度   | 一日平均乘車人數 | 參考資料        |
| ------ | ---------------- | --------------- |
| 2000年 | 412              | [ 利用客数 1 ]  |
| 2001年 | 381              | [ 利用客数 2 ]  |
| 2002年 | 357              | [ 利用客数 3 ]  |
| 2003年 | 314              | [ 利用客数 4 ]  |
| 2004年 | 295              | [ 利用客数 5 ]  |
| 2005年 | 260              | [ 利用客数 6 ]  |
| 2006年 | 257              | [ 利用客数 7 ]  |
| 2007年 | 247              | [ 利用客数 8 ]  |
| 2008年 | 241              | [ 利用客数 9 ]  |
| 2009年 | 231              | [ 利用客数 10 ] |
| 2010年 | 229              | [ 利用客数 11 ] |
| 2011年 | 227              | [ 利用客数 12 ] |
| 2012年 | 221              | [ 利用客数 13 ] |
| 2013年 | 218              | [ 利用客数 14 ] |
| 2014年 | 206              | [ 利用客数 15 ] |
| 2015年 | 209              | [ 利用客数 16 ] |
| 2016年 | 164              | [ 利用客数 17 ] |
| 2017年 | 152              | [ 利用客数 18 ] |
| 2018年 | 150              | [ 利用客数 19 ] |
| 2019年 | 143              | [ 利用客数 20 ] |
| 2020年 | 109              | [ 利用客数 21 ] |
| 2021年 | 99               | [ 利用客数 22 ] |

## 歷史
- 1951年12月5日：開業。
- 1987年4月1日：國鐵分割民營化，車站改由JR東日本管理。
- 1988年3月13日：海峽線通車，車站加停前往北海道的特急列車「初雁」及快速列車「海峽」。
- 2007年3月18日：站內便利商店撤出、閉店。
- 2016年3月26日，因北海道新幹線通車，海峽線的在來線定期列車停駛，停靠班次大幅減少，站員值班時間縮短。
- 2019年6月1日：本站從直營站改為業務委託站，而不再設站長，改由青森車站管理。
- 2022年8月3日：受豪雨令部份路段受到破壞，蟹田～三廄列車服務暫停，改以代行巴士及社區的士暫代[5][6]。

## 相鄰車站
※臨時快速「Resort羅漢柏津輕蟹夫」、「Resort羅漢柏龍飛」的相鄰停車站參見各列車條目。
東日本旅客鐵道（JR東日本）
■津輕線
瀨邊地－蟹田－中小國

### 乘客數
1. ↑  . 東日本旅客鉄道.   [2018-02-24]. （原始内容存档于2019-04-02）.
2. ↑  . 東日本旅客鉄道.   [2018-02-24]. （原始内容存档于2019-02-22）.
3. ↑  . 東日本旅客鉄道.   [2018-02-24]. （原始内容存档于2019-04-02）.
4. ↑  . 東日本旅客鉄道.   [2018-02-24]. （原始内容存档于2019-03-27）.
5. ↑  . 東日本旅客鉄道.   [2018-02-24]. （原始内容存档于2019-02-23）.
6. ↑  . 東日本旅客鉄道.   [2018-02-24]. （原始内容存档于2019-04-02）.
7. ↑  . 東日本旅客鉄道.   [2018-02-24]. （原始内容存档于2019-04-02）.
8. ↑  . 東日本旅客鉄道.   [2018-02-24]. （原始内容存档于2019-04-02）.
9. ↑  . 東日本旅客鉄道.   [2018-02-24]. （原始内容存档于2019-02-22）.
10. ↑  . 東日本旅客鉄道.   [2018-02-24]. （原始内容存档于2019-04-02）.
11. ↑  . 東日本旅客鉄道.   [2018-02-24]. （原始内容存档于2019-04-02）.
12. ↑  . 東日本旅客鉄道.   [2018-02-24]. （原始内容存档于2019-04-02）.
13. ↑  . 東日本旅客鉄道.   [2018-02-24]. （原始内容存档于2019-03-27）.
14. ↑  . 東日本旅客鉄道.   [2018-02-24]. （原始内容存档于2019-03-06）.
15. ↑  . 東日本旅客鉄道.   [2018-02-24]. （原始内容存档于2019-03-06）.
16. ↑  . 東日本旅客鉄道.   [2018-02-24]. （原始内容存档于2019-03-23）.
17. ↑  . 東日本旅客鉄道.   [2018-07-07]. （原始内容存档于2019-02-14）.
18. ↑  . 東日本旅客鉄道.   [2019-02-25]. （原始内容存档于2019-03-25）.
19. ↑  . 東日本旅客鉄道.   [2019-07-06]. （原始内容存档于2019-07-05）.
20. ↑  . 東日本旅客鉄道.   [2020-07-13]. （原始内容存档于2020-07-10）.
21. ↑  . 東日本旅客鉄道.   [2021-07-31]. （原始内容存档于2023-07-15）.
22. ↑  . 東日本旅客鉄道.   [2022-08-10]. （原始内容存档于2023-01-16）.

## 外部連結
- 蟹田站（JR東日本） （页面存档备份，存于）（日語）